# End (клавиша)

Клавиша среди других клавиш

End (англ. End key) — навигационная клавиша клавиатуры, предназначенная  для того, чтобы идти в конец строки. На некоторых клавиатурах ограниченного размера, где отсутствует клавиша End, те же функции можно получить с помощью комбинации клавиш Fn+→.

## Windows
В современных приложениях для редактирования текста Windows End в основном используется для перемещения курсора в конец строки, в которой он расположен. Когда текст недоступен для редактирования, он используется для прокрутки до конца документа. Это также можно сделать в редактируемом тексте с помощью End+Control.
Также можно использовать End, чтобы выделить весь текст после курсора в определённой строке, зажав её вместе с ⇧ Shift

## macOS
При нажатии клавиши на macOS окно прокручивается вниз, при этом положение курсора не меняется. На некоторых клавиатурах macOS, где отсутствует End, такую же функцию выполняют комбинация клавиш Fn+→. Чтобы получить такой же результат, как и на Windows (переход к концу строки), нужна нажать ⌘ Command+→.

## Linux
В Linux End выполняет такие же функции, как и на Windows.

## Приложения без графического интерфейса
В более старых ориентированных на экран текстовых (не GUI) приложениях пользователь нажимал End, чтобы указать, что он закончил ввод данных на определенном «экране».